# Moulin Đokin à Brestovac
Le moulin Đokin à Brestovac (en serbe cyrillique : Ђокинска воденица у Брестовцу ; en serbe latin : Đokinska vodenica u Brestovcu) est un moulin à eau situé à Brestovac, dans la municipalité de Negotin et dans le district de Bor, en Serbie. Il est inscrit sur la liste des monuments culturels protégés de la république de Serbie (identifiant no SK 341).